# 2644 Victor Jara
A 2644 Victor Jara (ideiglenes jelöléssel 1973 SO2) a Naprendszer kisbolygóövében található aszteroida. Nyikolaj Sztyepanovics Csernih fedezte fel 1973. szeptember 22-én.